# Angela Kinsey
Pour les articles homonymes, voir Kinsey.
Angela Kinsey est une actrice américaine, née le 25 juin 1971 à Lafayette (Louisiane).

## Biographie

### Enfance et études
Née à Lafayette, en Louisiane, elle a deux ans quand, avec sa famille, elle emménage à Jakarta (en Indonésie), où son père travaille comme ingénieur en forage et elle fait sa scolarité à la Jakarta International School. Ils vivent dans la capitale indonésienne pendant douze ans. Elle a même appris la langue indonésienne, qu'elle parle encore. Puis avec sa famille, elle est ensuite retournée aux États-Unis et s'installe à Archer City, au Texas, où elle étudie l'anglais à l'Université Baylor et est membre de la Chi Omega. C'est à cette époque que commence sa vocation de comédienne.

### Les débuts
Après avoir obtenu son diplôme en 1993, elle travaille comme stagiaire pour Max Weinberg l'année suivante à Late Night with Conan O'Brien, puis déménage à Los Angeles où elle a pris des cours d'improvisation avec The Groundlings et I.O. West.
Après un spectacle solo à I.O. West, elle est un opérateur au 1-800-Dentist.
En 1997, elle prête sa voix au personnage d'Angela dans la série d'animation Les Rois du Texas, suivi en 1998, de son premier rôle à la télévision dans la série Notre belle famille en tant que second rôle.

### La consécration avecThe Office
En 2005, elle auditionne pour la série The Office pour le rôle de la réceptionniste Pam Beesly (rôle confié à Jenna Fischer, qui devient l'une de ses meilleures amies). Mais les producteurs la trouvent "un peu trop fougueuse pour Pam". Elle auditionne alors pour le rôle d'Angela Martin (en), la comptable frustrée de Dunder Mifflin Paper Company, participant même aux deux séries dérivées.
Le succès public et critique de la série lui vaut de connaître une notoriété et de remporter - avec les membres de la série - des prix comme le Daytime Emmy Awards pour The Office : The Accountants, ainsi que deux SAG Awards deux années consécutives (2007 et 2008) dans la catégorie meilleure distribution.
En 2007, elle participe au film Permis de mariage, avec Robin Williams et John Krasinski, Jim de The Office.
Le 11 septembre 2019, Angela Kinsey et Jenna Fischer, interprète de Pam Beesly dans The Office, annoncent leur podcast intitulé Office Ladies Le podcast présente les deux actrices offrant des détails sur les coulisses de la série et répondant aux questions des fans, avec parfois des invités, dont des acteurs de la série.

### Vie privée
Elle est presbyterienne et fut mariée de juin 2000 à février 2009 au scénariste Warren Lieberstein (frère de Paul Lieberstein, qui incarne Toby Flenderson dans The Office), avec lequel elle a eu une fille, Isabel Ruby, née en mai 2008. Le divorce est prononcé en juin 2010. La marraine de leur fille est sa meilleure amie Jenna Fischer.
Elle est mariée depuis 2010 à Joshua Snyder.

## Filmographie

### Télévision
- 1997 : Les Rois du Texas (King of the Hill) (série télévisée) : Angela (3 épisodes, 1997-2002)
- 1998 : Notre belle famille (Step by Step) (série télévisée) : Simone (1 épisode)
- 2003 : Run of the House (série télévisée) : Maxine (1 épisode)
- 2003 : All of Us (série télévisée) : Blanch Whitefish (1 épisode)
- 2005- 2013 : The Office (série télévisée) : Angela Martin
- 2006 : The Office: The Accountants (série télévisée) : Angela Martin
- 2007 : Monk (Saison 6, épisode 3) (série télévisée) : Arlene Boras
- 2008 : Monk (Saison 7, épisode 7) (série télévisée) : Arlene Boras
- 2008 : The Office: The Outburst (série télévisée) : Angela Martin
- 2013 : Wilfred (Saison 3, épisode 1) (série télévisée) :  Heather (1 épisode)
- 2014 : New Girl (saison 3) (série télévisée) : Rose, collègue de Jess
- depuis 2014 : The Hotwives : Crystal Simmons/Stephanie
- 2016-2017 : Haters Back Off : Bethany
- 2019 : Miracle Workers (saison 1, épisodes 1 et 7) : Département des ressources Angéliques
- 2020 : Mes premières fois : Vivia

### Cinéma
- 2004 : Career Suicide, de Dan Huber et Alex Kang: Tammy
- 2007 : Permis de mariage (License to Wed), de Ken Kwapis: Judith the Jewelry Clerk
- 2009 : Tripping Forward, de Marcus Nash: Jennifer
- 2010 : La forêt contre-attaque (Furry Vengeance), de Roger Kumble : Felder
- 2012 : The Bluegrass Brainwash Conspiracy, court-métrage de Osmany Rodriguez et Matt Villines
- 2019 : Tall Girl : Helaine Kreyman